# Nextjet
NextJet var et regionalt flyselskab fra Sverige. Selskabet havde hub på Stockholm-Arlanda og Åre Östersund Lufthavn, samt hovedkontor i Frösundavik ved den svenske hovedstad Stockholm. Selskabet blev etableret i 2002 af fem nyuddannede piloter.
Nextjet fløj i november 2011 til 14 destinationer i Sverige, og havde ruten fra Örebro Lufthavn via Linköping til København, som eneste, der gik udenfor hjemlandet.
Firmaet indgav konkursbegæring 16. maj 2018.

## Historie
Selskabet blev etableret i 2002 af fem nyuddannede piloter, der ville koncentrere sig om indenrigsflyvning til små lufthavne i Sverige. I 2004 blev Nextjet godkendt af det svenske Luftfartsstyrelsen til at starte og drive passagerflyvning. Next vandt året efter Rikstrafikens licitation af flyruterne imellem Stockholm-Arlanda – Torsby – Hagfors, samt Stockholm-Arlanda – Sveg. Til de nye ruter anskaffede Nextjet sig to fly af typen Beechcraft 1900 med plads til 19 passagerer. 
I 2008 vandt Nextjet licitationen på syv flyruter og anskaffede sig i den forbindelse tre 68 sæders BAe ATP samt ét 33 sæders Saab 340 fly. Samme år åbnede selskabet tre ruter uden offentlig støtte, da blandt andet København kom på rutekortet.
Nextjet havde i 2011 en flyflåde bestående af 12 Saab 340, 4 BAe ATP og 1 Beechcraft 1900.
Den 1. juli 2012 overtog Nextjet flyveselskabet Air Ålands ruter. Air Åland fortsatte som underleverandør til Next Jet og varetog blandt andet check-Ωin i Mariehamn og Åbo.